# CONCACAF U-20-Meisterschaft
Die CONCACAF U-20-Meisterschaft (engl. CONCACAF Men’s Under-20 Championship) ist ein Fußballwettbewerb zwischen den besten Mannschaften Nord- und Mittelamerikas sowie der Karibik für männliche Fußballspieler unter 20 Jahren. Zudem wird das Turnier zur Qualifikation für die U-20-Fußball-Weltmeisterschaft genutzt.
Organisiert wird die Meisterschaft von der CONCACAF. Erstmals wurde es im Jahr 1962 ausgetragen, fand zunächst in unregelmäßigen Abständen, später zumeist im Zweijahresrhythmus statt. Das Format des Turniers wurde im Laufe der Jahre mehrfach geändert, auch die Bezeichnung variierte. Bis 1997 hieß es CONCACAF Jugendturnier (CONCACAF Youth Tournament). In den Jahren 1998 bis 2007 diente das Turnier nur als Qualifikation für die U-20-Weltmeisterschaft und wurde somit unter der Bezeichnung Qualifikation zur FIFA U-20-Weltmeisterschaft ausgetragen. Seit 2009 trägt das Turnier die Bezeichnung CONCACAF U-20-Meisterschaft und fand mit 8 Teams statt, die in zwei Vierergruppen die Teilnehmer für das Halbfinale ermittelten. Seit der Ausspielung 2011 nehmen 12 Teams in vier Dreiergruppen am Turnier teil.

## Die Turniere im Überblick

### CONCACAF Jugendturnier
| Jahr         | Gastgeber           | Finalstände | Finalstände         | Finalstände              | Finalstände              |
| Jahr         | Gastgeber           | Sieger      | Zweiter Platz       | Dritter Platz            | Vierter Platz            |
| ------------ | ------------------- | ----------- | ------------------- | ------------------------ | ------------------------ |
| 1962 Details | Panama              | Mexiko      | Guatemala           | Niederländische Antillen | Costa Rica               |
| 1964 Details | Guatemala           | El Salvador | Honduras            | Guatemala                | Niederländische Antillen |
| 1970 Details | Kuba                | Mexiko      | Kuba                | Jamaika                  | El Salvador              |
| 1973 Details | Mexiko              | Mexiko      | Guatemala           | Kuba                     | Kanada                   |
| 1974 Details | Kanada              | Mexiko      | Kuba                | Kanada                   | Bermuda                  |
| 1976 Details | Puerto Rico         | Mexiko      | Honduras            | USA                      | Guatemala                |
| 1978 Details | Honduras            | Mexiko      | Kanada              | Honduras                 | Costa Rica               |
| 1980 Details | USA                 | Mexiko      | USA                 | Honduras                 | Kanada                   |
| 1982 Details | Guatemala           | Honduras    | USA                 | Guatemala                | Costa Rica               |
| 1984 Details | Trinidad und Tobago | Mexiko      | Kanada              | El Salvador              | USA                      |
| 1986 Details | Trinidad und Tobago | Kanada      | USA                 | Trinidad und Tobago      | Kuba                     |
| 1988 Details | Guatemala           | Costa Rica  | USA                 | Mexiko                   | Kuba                     |
| 1990 Details | Guatemala           | Mexiko      | Trinidad und Tobago | USA                      | Guatemala                |
| 1993 Details | Kanada              | Mexiko      | USA                 | Kanada                   | Honduras                 |
| 1995 Details | Honduras            | Honduras    | Costa Rica          | Kanada                   | El Salvador              |
| 1997 Details | Mexiko              | Kanada      | Costa Rica          | Mexiko                   | USA                      |

### Qualifikation zur U-20-Weltmeisterschaft
Das Format des Turniers wurde 1998 geändert und in dieser Form bis 2007 beibehalten. Die besten acht Mannschaften Nord- und Mittelamerikas und der Karibik wurden in zwei Gruppen à vier Teams aufgeteilt. Es wurden jeweils zwei separate Turniere in einem der teilnehmenden Länder ausgetragen, die beiden besten Mannschaften jeder Gruppe qualifizierten sich für die U-20-Fußball-Weltmeisterschaft.
| Jahr         | Gruppe A            | Gruppe A   | Gruppe A      | Gruppe B            | Gruppe B   | Gruppe B      |
| Jahr         | Gastgeber           | Sieger     | Zweiter Platz | Gastgeber           | Sieger     | Zweiter Platz |
| ------------ | ------------------- | ---------- | ------------- | ------------------- | ---------- | ------------- |
| 1998 Details | Trinidad und Tobago | Costa Rica | USA           | Guatemala           | Mexiko     | Honduras      |
| 2001 Details | Kanada              | Kanada     | Jamaika       | Trinidad und Tobago | Costa Rica | USA           |
| 2003 Details | Panama              | Panama     | Mexiko        | USA                 | Kanada     | USA           |
| 2005 Details | USA                 | USA        | Panama        | Honduras            | Kanada     | Honduras      |
| 2007 Details | Panama              | USA        | Panama        | Mexiko              | Mexiko     | Costa Rica    |

### CONCACAF U-20-Meisterschaft
Mit dem Turnier im Jahr 2009 wurde der Modus wieder hin zu einem einzigen Turnier geändert, bei dem sich alle vier Halbfinalisten für die U-20-Weltmeisterschaft qualifizieren. 
| Jahr         | Gastgeber           | Finale     | Finale              | Finale                  | Spiel um Platz 3 | Spiel um Platz 3 | Spiel um Platz 3    |
| Jahr         | Gastgeber           | Sieger     | Ergebnis            | Zweiter Platz           | Dritter Platz    | Ergebnis         | Vierter Platz       |
| ------------ | ------------------- | ---------- | ------------------- | ----------------------- | ---------------- | ---------------- | ------------------- |
| 2009 Details | Trinidad und Tobago | Costa Rica | 3:0                 | USA                     | Honduras         | 2:1              | Trinidad und Tobago |
| 2011 Details | Guatemala           | Mexiko     | 3:1                 | Costa Rica              | Guatemala        | 0:0 7:6 i. E.    | Panama              |
| 2013 Details | Mexiko              | Mexiko     | 3:1 n. V.           | USA                     | El Salvador      | 1:0              | Kuba                |
| 2015 Details | Jamaika             | Mexiko     | 1:1 n. V. 4:2 i. E. | Panama                  | USA              | – 1              | Honduras            |
| 2017 Details | Costa Rica          | USA        | 0:0 n. V. 5:3 i. E. | Honduras                | Mexiko           | – 1              | Costa Rica          |
| 2018 Details | Vereinigte Staaten  | USA        | 2:0                 | Mexiko                  | Honduras         | – 1              | Panama              |
| 2022 Details | Honduras            | USA        | 6:0                 | Dominikanische Republik | Honduras         | – 1              | Guatemala           |
| 2024 Details | Mexiko              | Mexiko     | 2:1 n. V.           | USA                     | Kuba             | – 1              | Panama              |

### Rangliste der Sieger
| Rang | Land        | Titel | Jahr(e)                                                                            |
| ---- | ----------- | ----- | ---------------------------------------------------------------------------------- |
| 1    | Mexiko      | 14    | 1962, 1970, 1973, 1974, 1976, 1978, 1980, 1984, 1990, 1993, 2011, 2013, 2015, 2024 |
| 2    | USA         | 3     | 2017, 2018, 2022                                                                   |
|      | Costa Rica  | 2     | 1988, 2009                                                                         |
|      | Honduras    | 2     | 1982, 1995                                                                         |
|      | Kanada      | 2     | 1986, 1996                                                                         |
| 6    | El Salvador | 1     | 1964                                                                               |

- In den Jahren 1998, 2001, 2002, 2005 und 2007 wurde kein Turniersieger ausgespielt.

## Logohistorie
| Logo 2011 |
|           |